# Emmanuel de Margerie (Geograph)

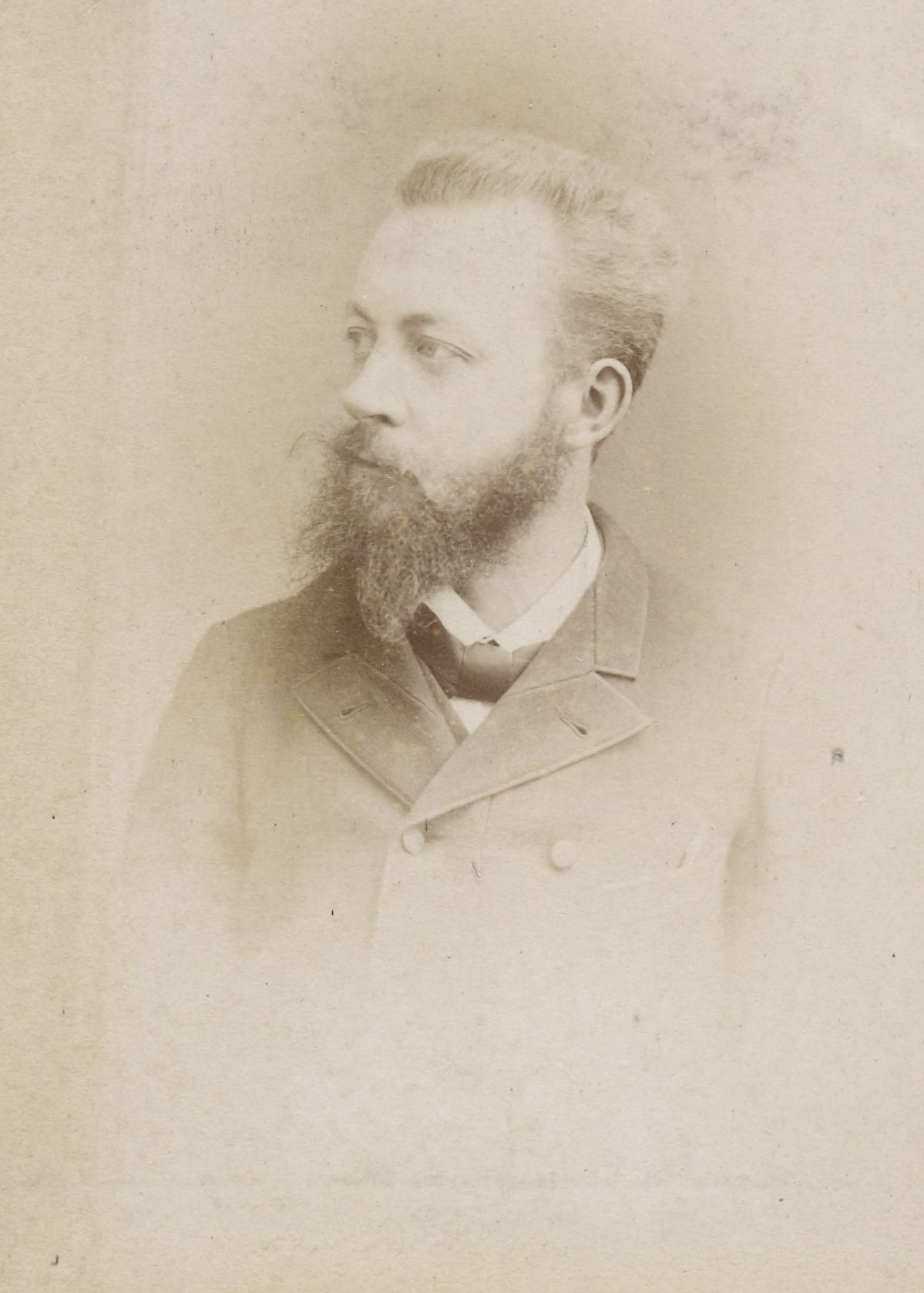
Emmanuel de Margerie (1889)

Emmanuel Marie Pierre Martin Jacquin de Margerie (* 11. November 1862 in Paris; † 20. Dezember 1953 ebenda) war ein französischer Geograph, Geologe und Ozeanograph.

## Leben
Margerie stammte aus dem Bildungsbürgertum, in der Verwandtschaft gab es mehrere Diplomaten. Ab 1877 besuchte er Vorlesungen von Albert de Lapparent am Institut Catholique de Paris und wurde Mitglied der französischen geologischen Gesellschaft. 1878 nahm er am ersten Internationalen Geologischen Kongresses in Paris teil. Er schloss kein formales universitäres Studium ab.
Bis 1918 lebte Margerie in Paris von selbständiger Arbeit. Von 1918 bis 1933 war er Direktor des Amtes Géologique de la carte d'Alsace et de Lorraine in Straßburg, also der geologischen Landesaufnahme von Elsass und Lothringen. Außerdem war er ab 1919 Professor an der Universität Straßburg. Nach seiner Pensionierung blieb er in Paris.
1903 heiratete er Margerie Renée Ferrer.
Er war Mitglied und häufig Präsident von mehr als fünfzig Akademien und wissenschaftlicher Gesellschaften in der ganzen Welt. Er beherrschte Deutsch und Englisch und konnte weitgehend europäische Sprachen lesen. Margerie war schon mit fünfzehn Jahren 1877 Mitglied der französischen geologischen Gesellschaft, deren Präsident er später wurde.

## Werk
Margerie veröffentlichte 265 wissenschaftliche Arbeiten, vor allem über regionale Geologie, Tektonik, und physische Geographie sowie geografische und geologische Kartographie. Die meisten seiner Veröffentlichungen waren für einen internationalen Dialog bestimmt. Sie waren gekennzeichnet durch eine kritische Analysen und einem breiten Themenspektrum. Ihre Inhalte sind teilweise noch aktuell.
Zu seinen Arbeiten gehört Les dislocations de l’écorce terrestre, 1888, welches er mit Albert Heim verlegte. Es war ein dreisprachiges Werk (Englisch, Französisch und Deutsch) mit geologisch enzyklopädischem Charakter.
Auf dem International Geological Congress 1948 wurde beschlossen, dass ein entsprechendes Komitee das Werk neu herausgibt.
1888 publizierte Margerie mit Général Gaston de La Noë (1836–1902) vom Militärkartendienst Les méthodes photographiques en topographie Les formes du terrain, Service Géographique De L'armée' Paris, 1888. Das Buch postuliert einen Zusammenhang zwischen den geomorphologischen Erscheinungsformen, der geologischen Struktur und ihrer Genese.
1896 veröffentlichte Margerie den Catalogue des bibliographies géologiques. Internationale Reputation erhielt Margerie, als er Das Antlitz der Erde von Eduard Suess als La face de la terre (1897–1918) übersetzte. Margerie war auch der Autor von zahlreichen lokalen geologischen und geomorphologische Untersuchungen. 1892, 1893 veröffentlichte er mit Franz Schrader Abhandlungen über die geomorphologische Struktur der Pyrenäen (und 1891 eine geologische Karte der Pyrenäen). Später studierte er den Schweizer und französischen Jura, das Ergebnis veröffentlichte er 1922 bis 1936 in Le Jura (mit dem Kommentar zur geologischen Karte L'explication de la carte geologique detaillee de la France-Le Jura). Margerie widmete auch Studien der Geologie und Morphologie von Nordamerika, zu welchen er Beobachtungen bei mehreren Reisen gemacht hatte. Aus diesen entstand 1952 Études américaines. Géologie et géographie. Margerie besuchte zwar nie Asien, konnte aber durch bibliographischen Analysen auch zu Asien maßgebliches Veröffentlichen. Dazu gehört eine Analyse der Arbeiten von Sven Hedin über die Entstehungsgeschichte von Tibet, 1928. 1922 beauftragte der International Geological Congress ein Komitee eine geologische Karte Afrikas vorzubereiten. Margerie wurde zum Leiter dieses Projektes bestellt ob seiner kartographischen Erfahrung. Das erste Kartenblatt erschien 1937 und 1952 war die Veröffentlichung vollständig. 1931 wurde unter seiner Leitung die Carte générale bathymétrique des océans veröffentlicht.
Von 1943 bis 1948 veröffentlichte er die vierbändige Critique et géologie.

## Ehrungen, Mitgliedschaften, Herausgeberschaft
Nach ihm ist der Margerie-Gletscher in Alaska benannt, den er 1913 besucht hatte. Ebenso trägt das Kap Margerie in der Antarktis seinen Namen.
1946 erhielt er die Wollaston-Medaille der Geological Society of London und 1923 die Mary Clark Thompson Medal der National Academy of Sciences. Er war assoziiertes Mitglied der Académie royale des Sciences, des Lettres et des Beaux-Arts de Belgique (1919), auswärtiges Mitglied der American Academy of Arts and Sciences (1922) und der Royal Society (1931). 1919 erhielt er die Cullum-Medaille der American Geographical Society und 1921 die Lyell-Medaille. Ab 1894 war er Mitherausgeber der Annales de Géographie. Am 15. Januar 1923 wurde er korrespondierendes Mitglied der Académie des sciences und am 16. Januar 1939 deren Mitglied in der Sektion Mineralogie. 1939 bis 1942 war er Präsident der Association de géographes français und 1947 bis 1952 Präsident des Comité national de géographie.

## Schriften
- mit Albert Heim Les dislocations de l´écorce terrestre (Die Dislokationen der Erdrinde), 1888 (eine Übersicht über die Begriffe der Tektonik mit Zeichnungen von Heim)
- mit Gaston Ovide de la Noe Les formes du terrain, Paris, Imprimerie Nationale 1888
- La Société géologique de France de 1880 à 1929, Paris 1930
- Catalogue des bibliographies géologiques, 2 Bände, Amsterdam 1966
- Le Jura, Paris, Imprimerie Nationale, mehrere Bände, ab 1922
- Études américaines, Paris, A. Colin, 2 Bände, 1952, 1954
- La géologie, Paris, Larousse 1915
- Critique et géologie, contribution à l’histoire des sciences de la terre, 4 Bände, Paris 1943